# Джамшидов, Руслан Тофикович
Руслан Тофикович Джамшидов (22 августа 1979, Фрунзе, Киргизская ССР, СССР) — киргизский футболист, полузащитник. Выступал за сборную Кыргызстана. Лучший футболист Кыргызстана 2001 года.

## Биография

### Клубная карьера
Начал взрослую карьеру в 1996 году в бишкекской «Алге» (позднее выступавшей также под названиями «СКА ПВО», «СКА-Шоро», «Авиатор-ААЛ»). В составе клуба неоднократно становился чемпионом (2000, 2001) и призёром чемпионата Кыргызстана, обладателем Кубка страны. В 2001 году признан лучшим футболистом страны, в том сезоне забил 10 голов в 25 матчах национального чемпионата.
В 2002 году перешёл в казахстанский клуб «Жетысу», с которым в том же сезоне поднялся из первой лиги в высшую. Дебютный матч в высшей лиге сыграл 12 апреля 2003 года против «Тобола», а первый гол забил 15 апреля в ворота «Жениса». Всего в высшей лиге Казахстана провёл 47 матчей и забил 5 голов.
В 2006 году вернулся в Кыргызстан, где выступал за «Алгу», а также за ряд других клубов — «Дордой», «Абдыш-Ата», «Нефтчи» (Кочкор-Ата). В составе «Дордоя» в 2006 году стал чемпионом страны и обладателем Кубка, в составе «Абдыш-Аты» дважды выигрывал Кубок и неоднократно был серебряным призёром.
Всего в высшей лиге Кыргызстана забил 90 голов.
Завершил профессиональную карьеру в 2015 году. По состоянию на 2016 год входил в тренерский штаб клуба первой лиги «Наше Пиво» (Кант), позднее — детский тренер в «Абдыш-Ате». Принимает участие в соревнованиях ветеранов.

### Карьера в сборной
В национальной сборной Кыргызстана дебютировал 3 августа 1999 года в матче против Омана. Участник Кубка вызова АФК 2006 года, где сборная Киргизии стала полуфиналистом. Сыграл на этом турнире 5 матчей, а в игре 1/4 финала против Палестины забил свой первый гол за сборную, принеся команде победу 1:0. Последний матч провёл 28 июля 2011 года против Узбекистана.
Всего в 1999—2011 годах сыграл за сборную Кыргызстана 27 матчей и забил 3 гола.